# Micro-aerofiel
Bacteriën die micro-aerofiel zijn, hebben wel zuurstof nodig, maar wel in kleine hoeveelheden. Wanneer deze organismen aan te veel zuurstof worden blootgesteld zullen deze niet meer groeien en op een gegeven moment afsterven.